# Kanton La Chaise-Dieu
La Chaise-Dieu is een voormalig kanton van het Franse departement Haute-Loire. Het kanton maakte deel uit van het arrondissement Brioude. Het werd opgeheven door het decreet van 17 februari 2014, met uitwerking op 22 maart 2015. Alle gemeenten zijn opgenomen in het nieuwe kanton Plateau du Haut-Velay granitique.

## Gemeenten
Het kanton La Chaise-Dieu omvatte de volgende gemeenten:
- Berbezit
- Bonneval
- La Chaise-Dieu (hoofdplaats)
- La Chapelle-Geneste
- Cistrières
- Connangles
- Félines
- Laval-sur-Doulon
- Malvières
- Saint-Pal-de-Senouire
- Sembadel